# Xirvànskaia
Xirvànskaia - Ширванская (rus) - és una stanitsa del krai de Krasnodar, a Rússia. Es troba als vessants septentrionals del Caucas occidental, a la vora dreta del riu Pxekha, a 11 km al sud d'Apxeronsk i a 98 km al sud-est de Krasnodar, la capital.
Pertany al municipi de Nóvie Poliani.